# 阿拉爾德
阿拉爾德（英文：Allard），是一個位於加拿大亞伯達省愛德蒙頓市南側的一個鄰里社區，屬於愛德蒙頓市西南分區的遺產谷區域。

## 概述
阿拉爾德為愛德蒙頓市內南側的住宅型鄰里社區，根據阿拉爾德鄰里社區計劃案於2007年開發。阿拉爾德最早是為遺產谷區域服務概念設計簡章提出中的第八號社區，最終以愛德蒙頓在地外科醫生、播音員、創業家、慈善家兼實業家的查爾斯·亞歷山大·阿拉爾德（Charles Alexander Allard）命名。

## 境內設施
- 阿拉爾德公園
- 赫爾姆池（Helm Pond）
- 莉菈·法爾曼學校（Dr. Lila Fahlman School）

## 交通

### 道路
阿拉爾德區域範圍除了東側以布拉克瑪德溪（Blackmud Creek）為交界外，其他三側皆為地區主要幹道作為界線。北側以30大街為界，南以41大街為界；以西則為詹姆士·莫瓦特徑（James Mowatt Trail）為界。此外社區內的連通幹道則為阿拉爾德大道（Allard Boulevard）、阿拉爾德閘（Allard Gate）、阿拉爾德連通道（Allard Link）和阿拉爾德路（Allard Road）。

### 公共運輸
愛德蒙頓交通局現今有722號路線公車以此社區為端點並服務此社區，境內共有10個站點。此外，愛德蒙頓輕軌首都線目前也有計畫南延伸段至此社區附近，並預計於詹姆士·莫瓦特徑上建立「迪斯羅舍斯/阿拉爾德站」。

## 毗鄰社區
阿拉爾德位於愛德蒙頓市南側界線，以南為勒杜克鄉所屬。

## 資料來源
1. 1 2   (PDF). City of Edmonton.   [February 13, 2013]. （原始内容 (PDF)存档于May 3, 2014）.
2. ↑   (PDF). City of Edmonton.   [February 13, 2013]. （原始内容 (PDF)存档于September 4, 2013）.
3. ↑   (PDF). City of Edmonton. November 2011  [February 13, 2013]. （原始内容 (PDF)存档于October 17, 2013）.
4. ↑  . City of Edmonton.   [February 13, 2013]. （原始内容存档于2013-03-28）.
5. ↑   (PDF). Edmonton.ca. April 1, 2016  [2017-04-24]. （原始内容存档 (PDF)于2021-03-06）.
6. ↑   (PDF). City of Edmonton. July 2008  [2010-05-17]. （原始内容 (PDF)存档于2011-06-16）.
7. ↑  .   [2022-12-14]. （原始内容存档于2022-12-14）.
8. ↑   (PDF).   [2022-12-14]. （原始内容存档 (PDF)于2022-12-14）.
9. ↑  .   [2022-12-14]. （原始内容存档于2022-12-14）.
10. ↑  .   [2019-07-06]. （原始内容存档于2019-07-06）.